# أليكسيس دينيسوف
أليكسيس دينيسوف (بالإنجليزية: Alexis Denisof)‏ وهو ممثل أمريكي ولد في يوم 25 فبراير 1966 في بلدة سالزبوري (ماريلاند) في الولايات المتحدة، مثل في عدة أفلام ومسلسلات منها مسلسل بافي قاتلة مصاصي الدماء ومسلسل كيف قابلت أمكما وفلم حراس المجرة، كما أدى أصوات في عدة أفلام ومسلسلات رسوم متحركة، وأليكسس دينيسوف هو زوج الممثلة أليسون هانيغان.

## روابط خارجية
- أليكسيس دينيسوف على موقع IMDb (الإنجليزية)
- أليكسيس دينيسوف على موقع روتن توميتوز (الإنجليزية)
- أليكسيس دينيسوف على موقع ألو سيني (الفرنسية)
- أليكسيس دينيسوف على موقع أول موفي (الإنجليزية)
- أليكسيس دينيسوف على موقع قاعدة بيانات الأفلام السويدية (السويدية)
- أليكسيس دينيسوف على موقع إن إن دي بي (الإنجليزية)
- أليكسيس دينيسوف على موقع قاعدة بيانات الفيلم (الإنجليزية)
- أليكسيس دينيسوف على موقع كينوبويسك (الروسية)